# شهرستان الاباستر، میشیگان
شهرستان الاباستر، میشیگان (به انگلیسی: Alabaster Township, Michigan) یک منطقهٔ مسکونی در ایالات متحده آمریکا است که در میشیگان واقع شده‌است.

## خصوصیات
شهرستان الاباستر ۵۷٫۴ کیلومترمربع مساحت و ۵۰۳ نفر جمعیت دارد و ۱۹۳ متر بالاتر از سطح دریا واقع شده‌است.